# عاطف زغباني
عاطف زغباني مواليد 7 أبريل 1996 لاعب كرة قدم قطري من أصل تونسي يجيد اللعب في الظهير الأيسر يلعب حالياً في نادي الخور .

## مسيرة اللاعب
لعب في نادي أم صلال ونادي الخور ونادي الشمال.

## روابط خارجية
- عاطف زغباني على موقع قاعدة بيانات كرة القدم.إي يو (الإنجليزية)
- عاطف زغباني على موقع Soccerway.com (الإنجليزية)